# Muret-et-Crouttes
Pour les articles homonymes, voir Muret.
Muret-et-Crouttes est une commune française située dans le département de l'Aisne, en région Hauts-de-France.

## Géographie
Muret-et-Crouttes se situe dans la vallée de la Crise, en amont de la confluence avec l'Aisne, à Soissons.

### Localisation

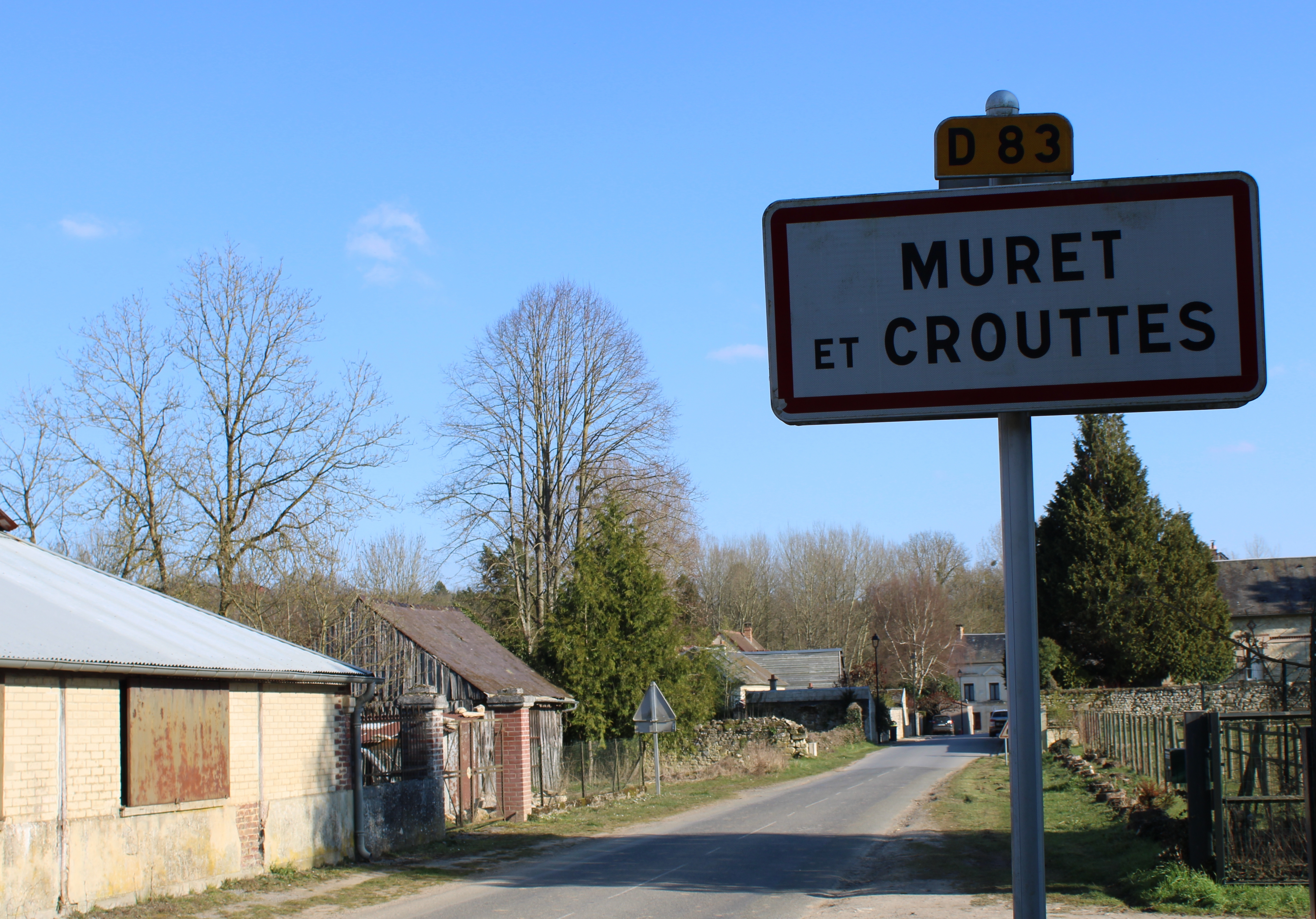
Entrée du village.

### Hydrographie
La commune est située dans le bassin Seine-Normandie. Elle est drainée par la Crise et le ru des Crouttes,,.
| (texte à fusionner) Le village est implanté sur le cours de la rivière la Crise (affluent de l'Aisne) qui venant du sud-ouest, reçoit les eaux du Ru des Crouttes et se dirige au nord vers Chacrise et Nampteuil-sous-Muret. |

La Crise, d'une longueur de 26 km, prend sa source dans la commune de Arcy-Sainte-Restitue et se jette  dans l'Aisne à Soissons, après avoir traversé huit communes.

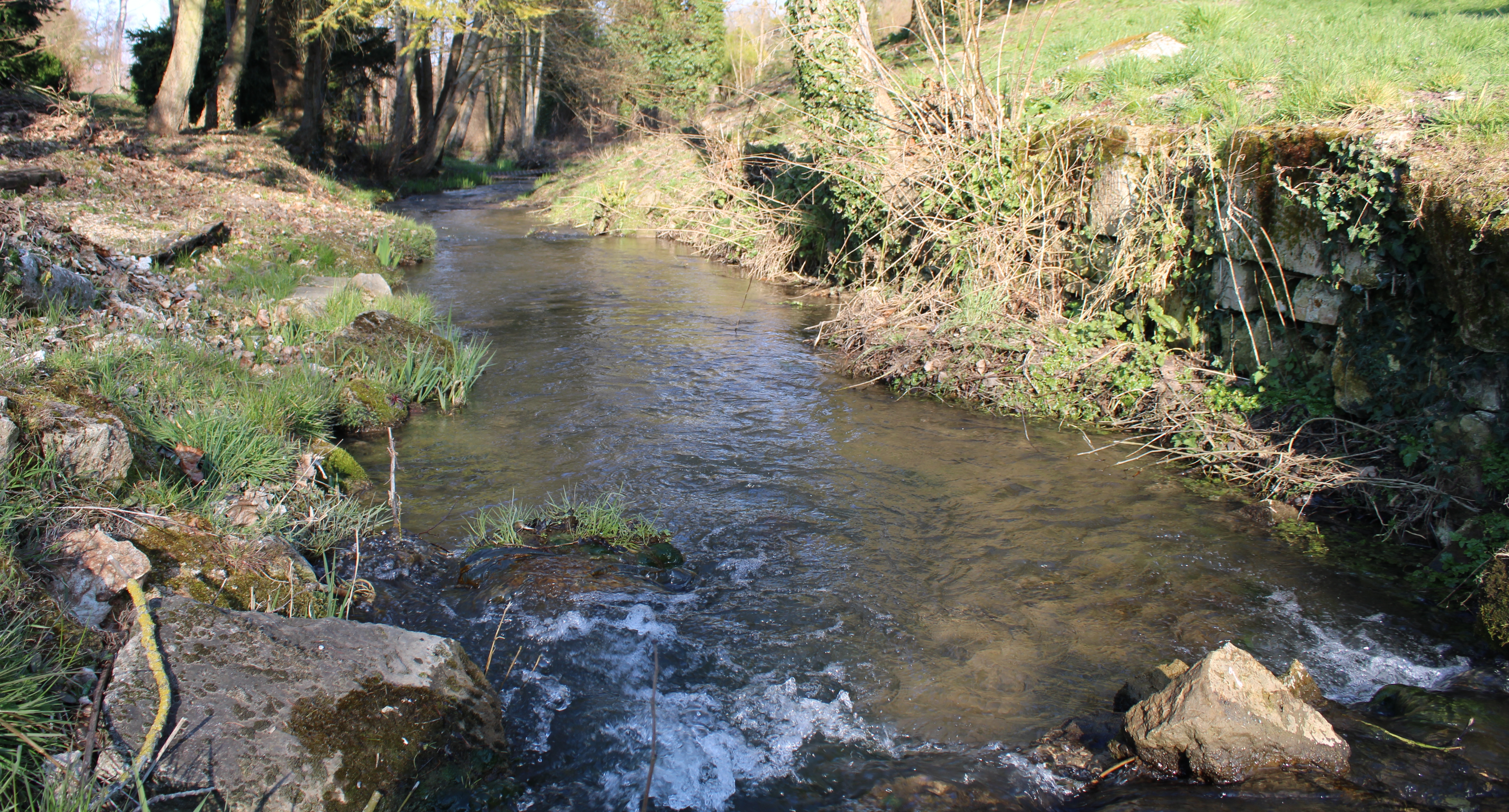
La rivière la Crise qui traverse le village.
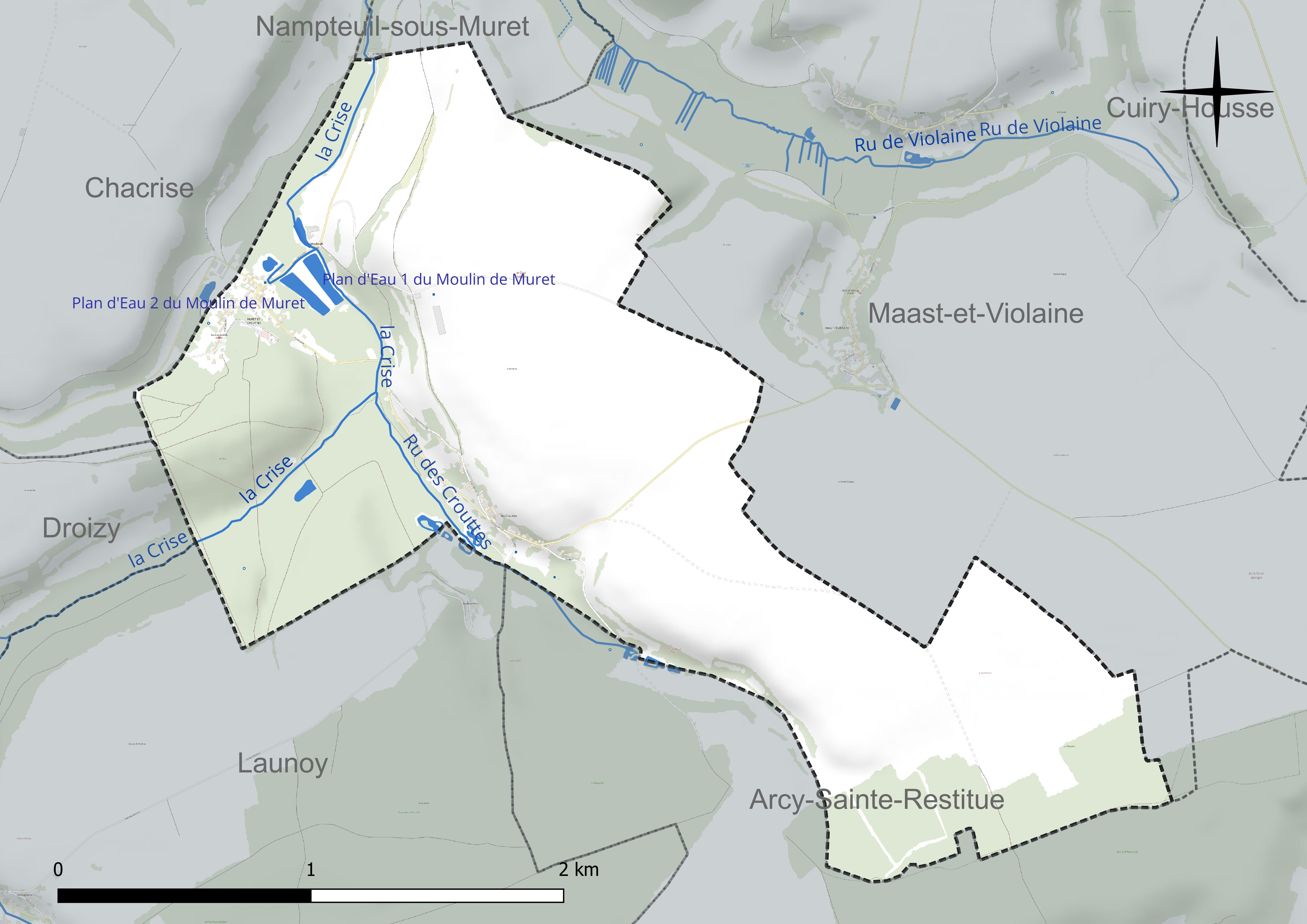
Réseau hydrographique de Muret-et-Crouttes.

Deux plans d'eau complètent le réseau hydrographique : le plan d'eau 1 du Moulin de Muret (1 ha) et le plan d'eau 2 du Moulin de Muret (1 ha),.

### Climat
Pour des articles plus généraux, voir Climat des Hauts-de-France et Climat de l'Aisne.
En 2010, le climat de la commune est de type climat océanique dégradé des plaines du Centre et du Nord, selon une étude du CNRS s'appuyant sur une série de données couvrant la période 1971-2000. En 2020, Météo-France publie une typologie des climats de la France métropolitaine dans laquelle la commune est exposée à un climat océanique altéré et est dans la région climatique Nord-est du bassin Parisien, caractérisée par un ensoleillement médiocre, une pluviométrie moyenne régulièrement répartie au cours de l'année et un hiver froid (3 °C).
Pour la période 1971-2000, la température annuelle moyenne est de 10,7 °C, avec une amplitude thermique annuelle de 15,1 °C. Le cumul annuel moyen de précipitations est de 732 mm, avec 12,4 jours de précipitations en janvier et 8,7 jours en juillet. Pour la période 1991-2020, la température moyenne annuelle observée sur la station météorologique la plus proche, située sur la commune de Braine à 11 km à vol d'oiseau, est de 11,3 °C et le cumul annuel moyen de précipitations est de 662,7 mm,. Pour l'avenir, les paramètres climatiques de la commune estimés pour 2050 selon différents scénarios d'émission de gaz à effet de serre sont consultables sur un site dédié publié par Météo-France en novembre 2022.

## Urbanisme

### Typologie
Au 1er janvier 2024, Muret-et-Crouttes est catégorisée commune rurale à habitat dispersé, selon la nouvelle grille communale de densité à 7 niveaux définie par l'Insee en 2022.
Elle est située hors unité urbaine. Par ailleurs la commune fait partie de l'aire d'attraction de Soissons, dont elle est une commune de la couronne,. Cette aire, qui regroupe 92 communes, est catégorisée dans les aires de 50 000 à moins de 200 000 habitants,.

### Occupation des sols
L'occupation des sols de la commune, telle qu'elle ressort de la base de données européenne d'occupation biophysique des sols Corine Land Cover (CLC), est marquée par l'importance des territoires agricoles (69,9 % en 2018), une proportion sensiblement équivalente à celle de 1990 (69,7 %). La répartition détaillée en 2018 est la suivante : 
terres arables (65,8 %), forêts (30,1 %), zones agricoles hétérogènes (4,1 %).
L'évolution de l'occupation des sols de la commune et de ses infrastructures peut être observée sur les différentes représentations cartographiques du territoire : la carte de Cassini (XVIIIe siècle), la carte d'état-major (1820-1866) et les cartes ou photos aériennes de l'IGN pour la période actuelle (1950 à aujourd'hui).

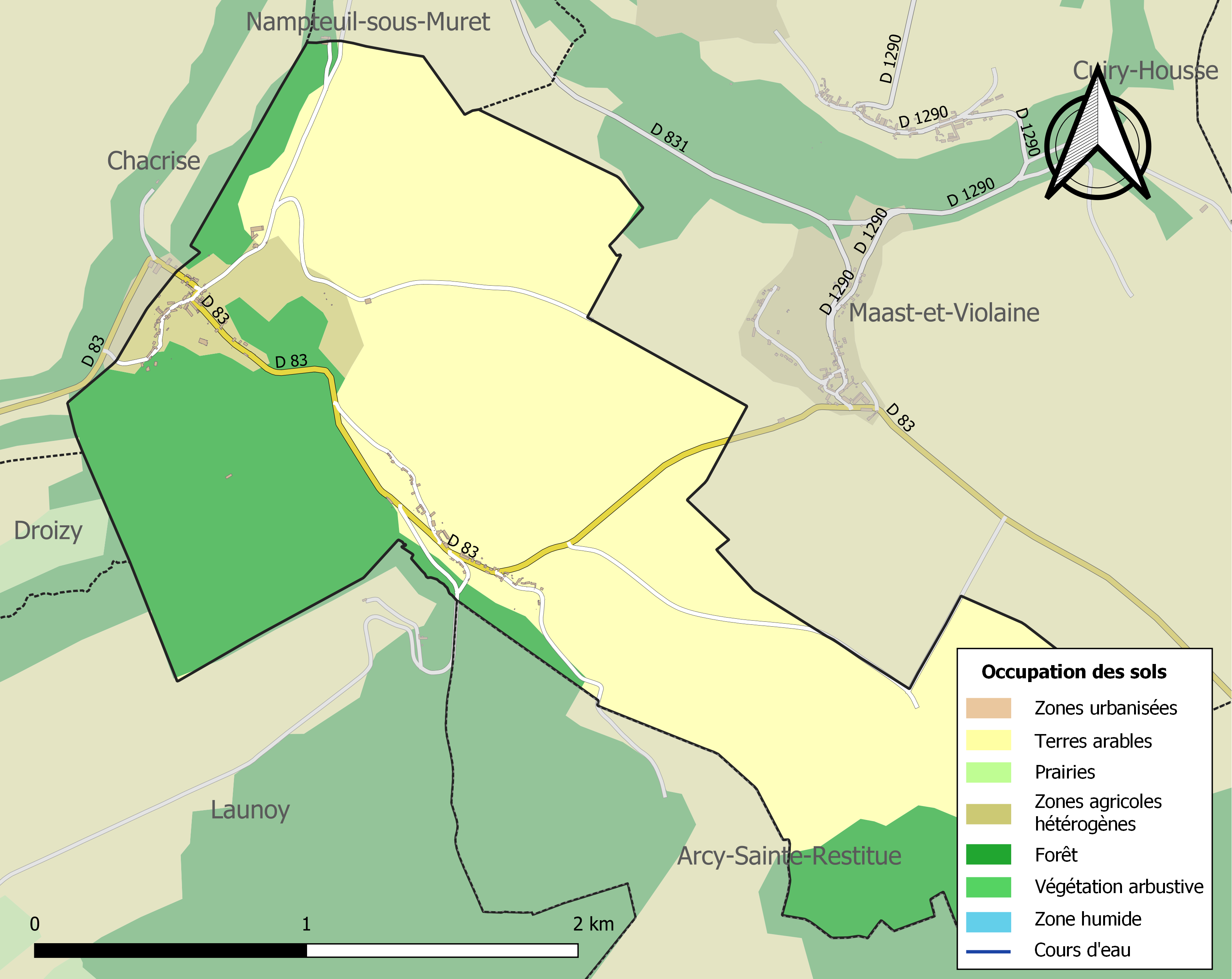
Carte de l'occupation des sols de la commune en 2018 (CLC).

## Toponymie
Le village est cité pour la première fois en l'an 1173 sous le nom latin de Muretum. Le nom évoluera peu par la suite :  Muret-et Croutes en 1359.

Le hameau de Croutes s'écrivait Croustes en 1398, puis Croutez.
Sur la carte de Cassini au XVIIIe siècle, sont écrits Muret et le hameau les Croutes.
Muret : de l'oïl muret, « petit mur », probablement pour désigner un « petit mur d'enceinte », « Le petit rempart » ou « la petite place-forte ».
Croutte, forme dérivée du latin crypta emprunté au grec pour les grottes, souterrains.

## Histoire
Au lieudit Parc un oppidum barré de la Tène final avait une superficie de quinze hectares. Il a été fouillé en 1735 par l'abbé Lebeuf, par Prioux et Pécheur en 1865 ainsi que par Wheeler et Richardson en 1957… barré par un mur de deux cent soixante neuf mètres précédé par un fossé, il était aussi défendu par un mur en retour du premier de cent soixante neuf mètres protégeant de l'est.

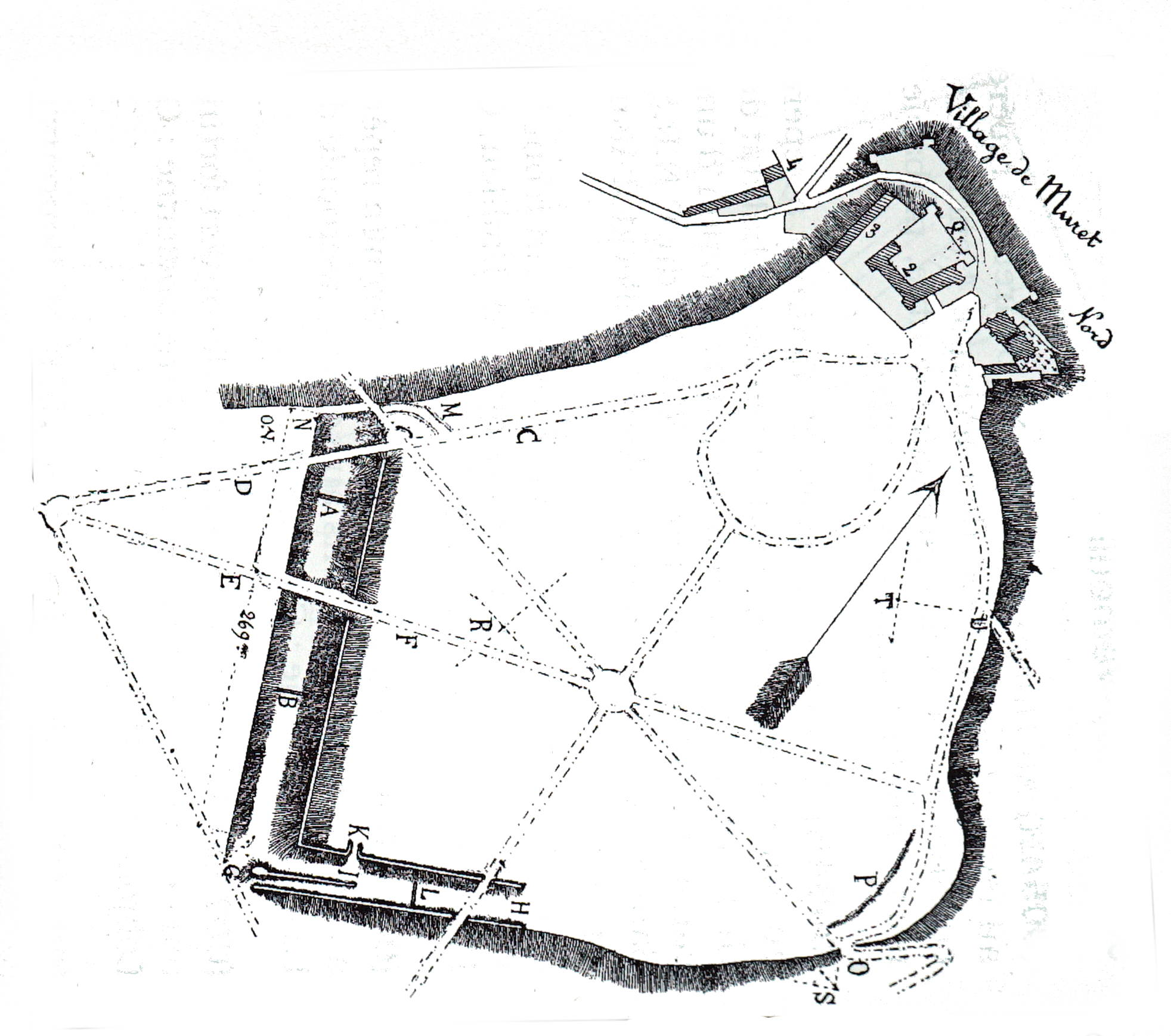
Oppidum.

## Politique et administration

### Découpage territorial
La commune de Muret-et-Crouttes est membre de la communauté de communes du Canton d'Oulchy-le-Château, un établissement public de coopération intercommunale (EPCI) à fiscalité propre créé le 30 décembre 1994 dont le siège est à Oulchy-le-Château. Ce dernier est par ailleurs membre d'autres groupements intercommunaux.
Sur le plan administratif, elle est rattachée à l'arrondissement de Soissons, au département de l'Aisne et à la région Hauts-de-France. Sur le plan électoral, elle dépend du  canton de Villers-Cotterêts pour l'élection des conseillers départementaux, depuis le redécoupage cantonal de 2014 entré en vigueur en 2015, et de la cinquième circonscription de l'Aisne  pour les élections législatives, depuis le dernier découpage électoral de 2010.

### Administration municipale

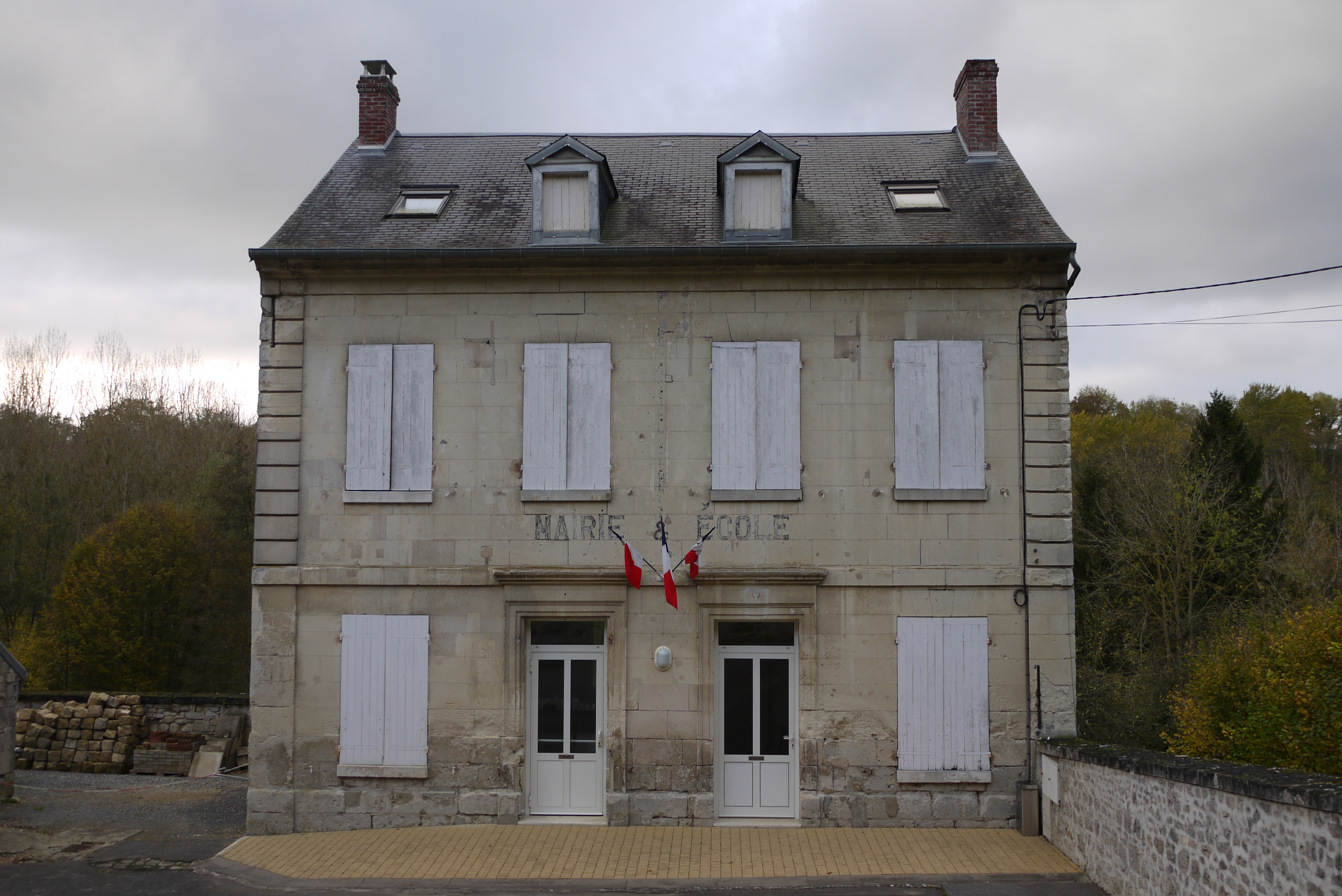
La mairie.

| Période                                  | Période                       | Identité             | Étiquette | Qualité                                  |
| ---------------------------------------- | ----------------------------- | -------------------- | --------- | ---------------------------------------- |
| avant 1874                               | 1875                          | Quentin              |           |                                          |
| Les données manquantes sont à compléter. |                               |                      |           |                                          |
|                                          |                               | Roger Philibert      |           |                                          |
|                                          |                               | Roland Ozanne        |           |                                          |
| Les données manquantes sont à compléter. |                               |                      |           |                                          |
| mars 2001                                | mai 2020                      | Jean-Claude Deletant | DVD       | Retraité Réélu pour le mandat 2014-2020, |
| mai 2020                                 | En cours (au 13 juillet 2020) | Hervé Daule          |           |                                          |

## Démographie
À partir du XXIe siècle, les recensements réels des communes de moins de 10 000 habitants ont lieu tous les cinq ans. Pour Muret-et-Crouttes, cela correspond à 2008, 2013, etc.. Les autres dates de « recensements » (2007, etc.) sont des estimations.
L'évolution du nombre d'habitants est connue à travers les recensements de la population effectués dans la commune depuis 1793. Pour les communes de moins de 10 000 habitants, une enquête de recensement portant sur toute la population est réalisée tous les cinq ans, les populations de référence des années intermédiaires étant quant à elles estimées par interpolation ou extrapolation. Pour la commune, le premier recensement exhaustif entrant dans le cadre du nouveau dispositif a été réalisé en 2008.

En 2022, la commune comptait 111 habitants, en évolution de −9,76 % par rapport à 2016 (Aisne : −1,97 %, France hors Mayotte : +2,11 %).
| 1793 | 1800 | 1806 | 1821 | 1831 | 1836 | 1841 | 1846 | 1851 |
| ---- | ---- | ---- | ---- | ---- | ---- | ---- | ---- | ---- |
| 142  | 240  | 273  | 302  | 352  | 347  | 361  | 318  | 317  |

| 1856 | 1861 | 1866 | 1872 | 1876 | 1881 | 1886 | 1891 | 1896 |
| ---- | ---- | ---- | ---- | ---- | ---- | ---- | ---- | ---- |
| 286  | 309  | 283  | 265  | 257  | 238  | 213  | 195  | 206  |

| 1901 | 1906 | 1911 | 1921 | 1926 | 1931 | 1936 | 1946 | 1954 |
| ---- | ---- | ---- | ---- | ---- | ---- | ---- | ---- | ---- |
| 221  | 236  | 247  | 192  | 246  | 190  | 177  | 129  | 155  |

| 1962 | 1968 | 1975 | 1982 | 1990 | 1999 | 2006 | 2008 | 2013 |
| ---- | ---- | ---- | ---- | ---- | ---- | ---- | ---- | ---- |
| 144  | 139  | 93   | 80   | 88   | 100  | 127  | 135  | 130  |

| 2018 | 2022 | - | - | - | - | - | - | - |
| ---- | ---- | - | - | - | - | - | - | - |
| 114  | 111  | - | - | - | - | - | - | - |

## Lieux et monuments
- Église Saint-Jean-Baptiste.
- Ruines du château de Muret-et-Crouttes.
- Donjon cylindrique de Montagne, haut de 25 mètres adossé à un château de la Renaissance remanié au XVIIe siècle[29].

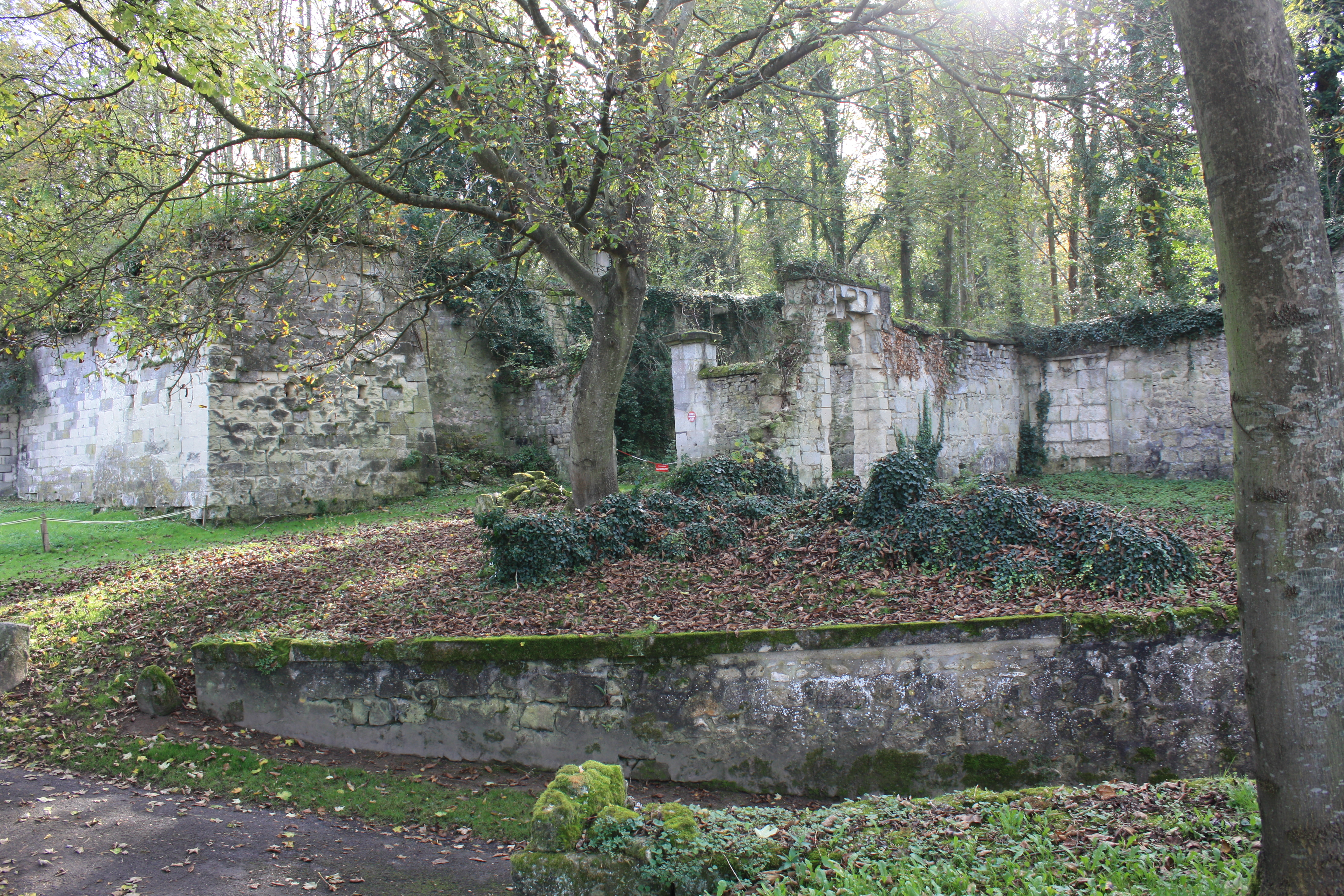
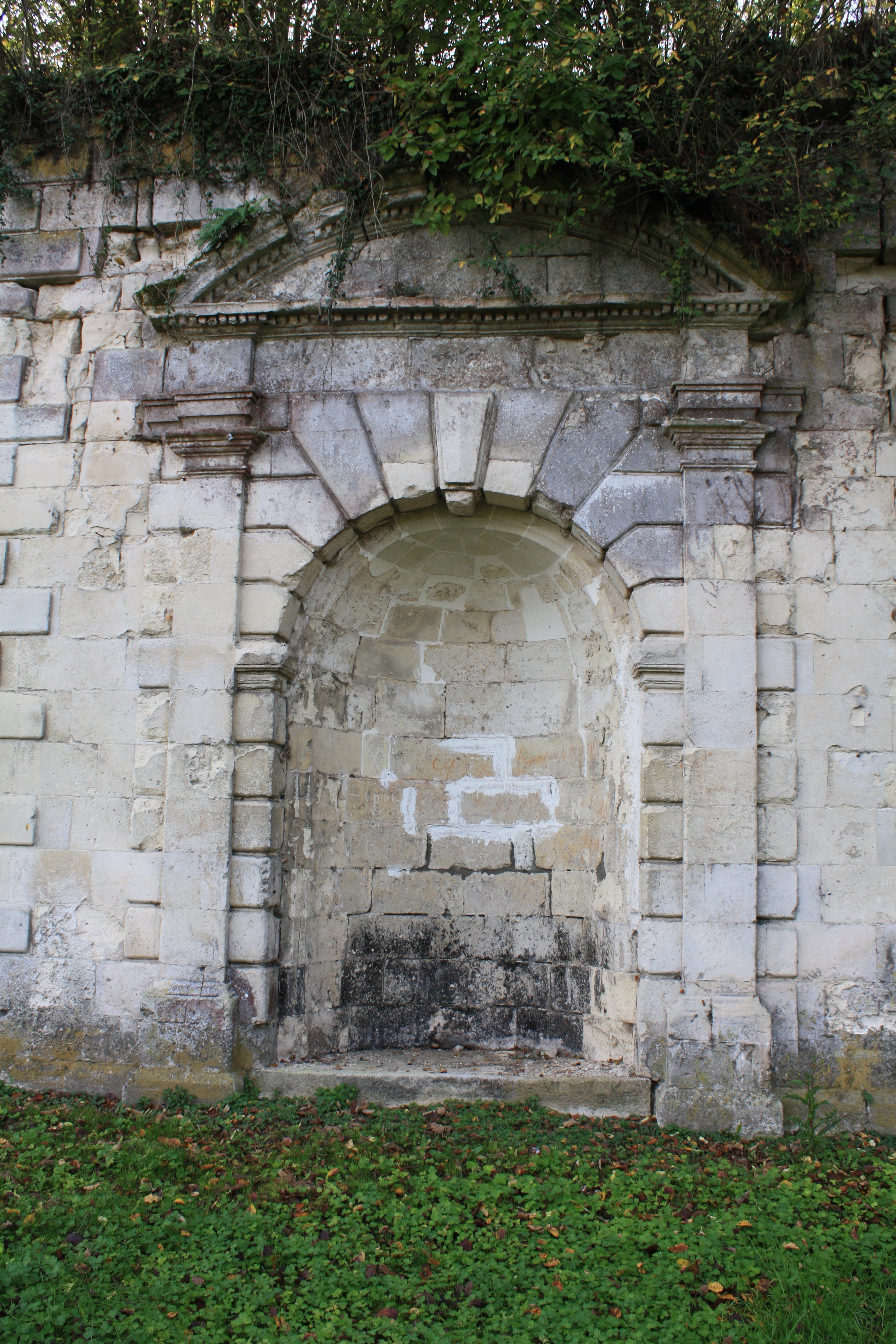
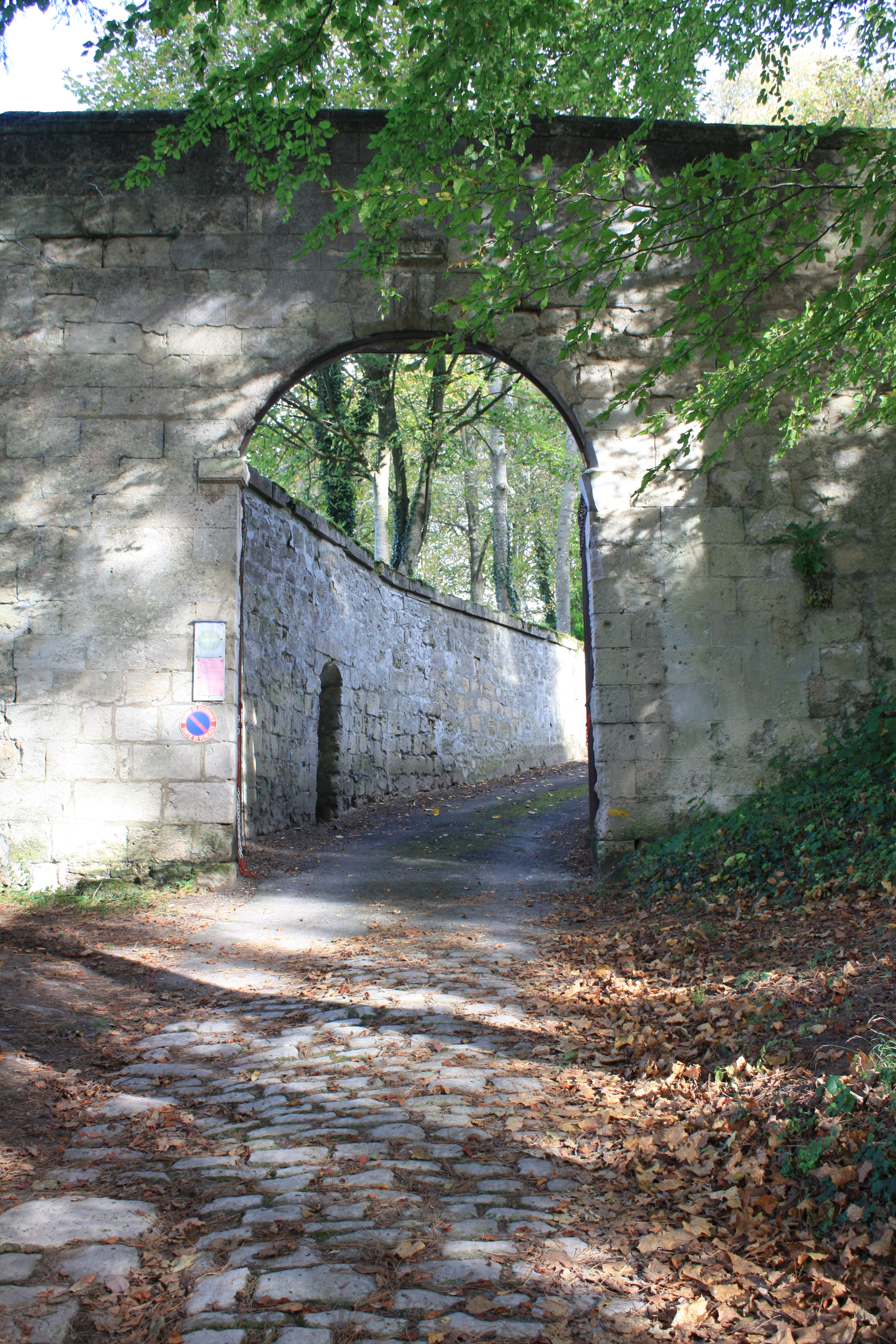
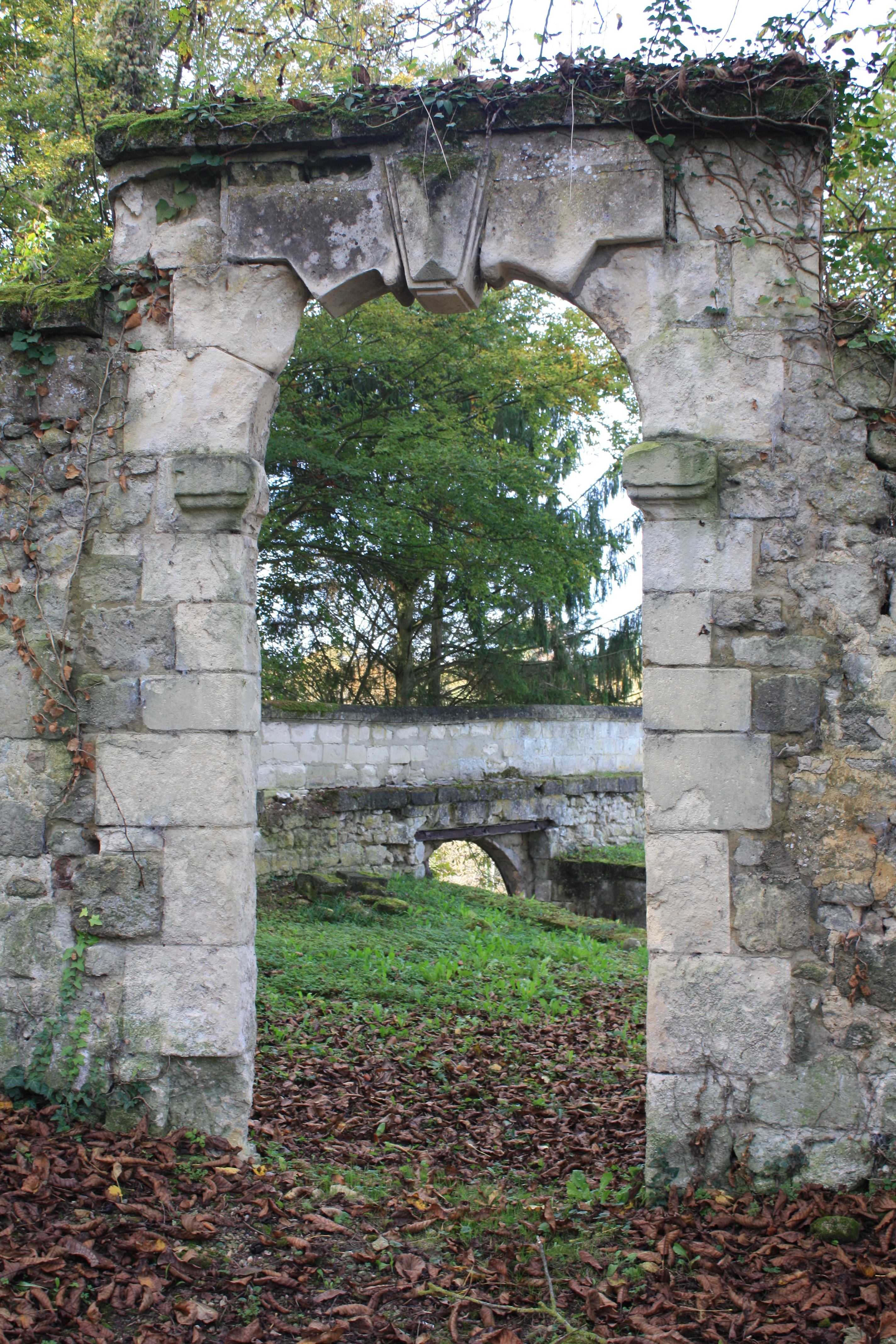
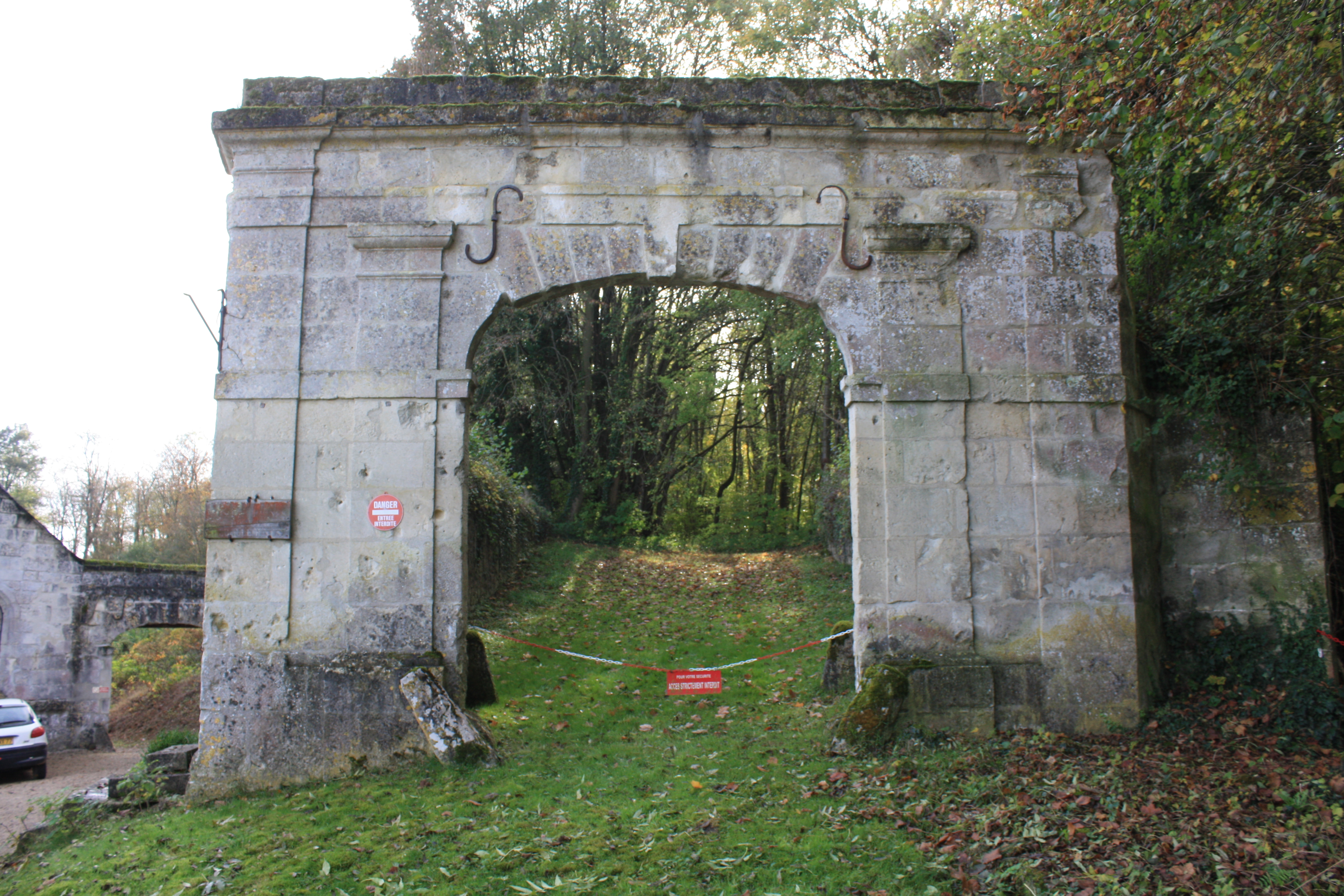

## Personnalités liées à la commune
- x